# Улица Муслима Магомаева
Улица Муслима Магомаева (азерб. Müslim Maqomayev küçəsi) — улица в Баку, в историческом районе Ичери-шехер (Старый город).

## История
Названа в 1939 году в честь выдающегося азербайджанского советского композитора и дирижёра Муслима Магомаева (1885—1937).
Прежнее название улицы — Дворцовая.

## Застройка

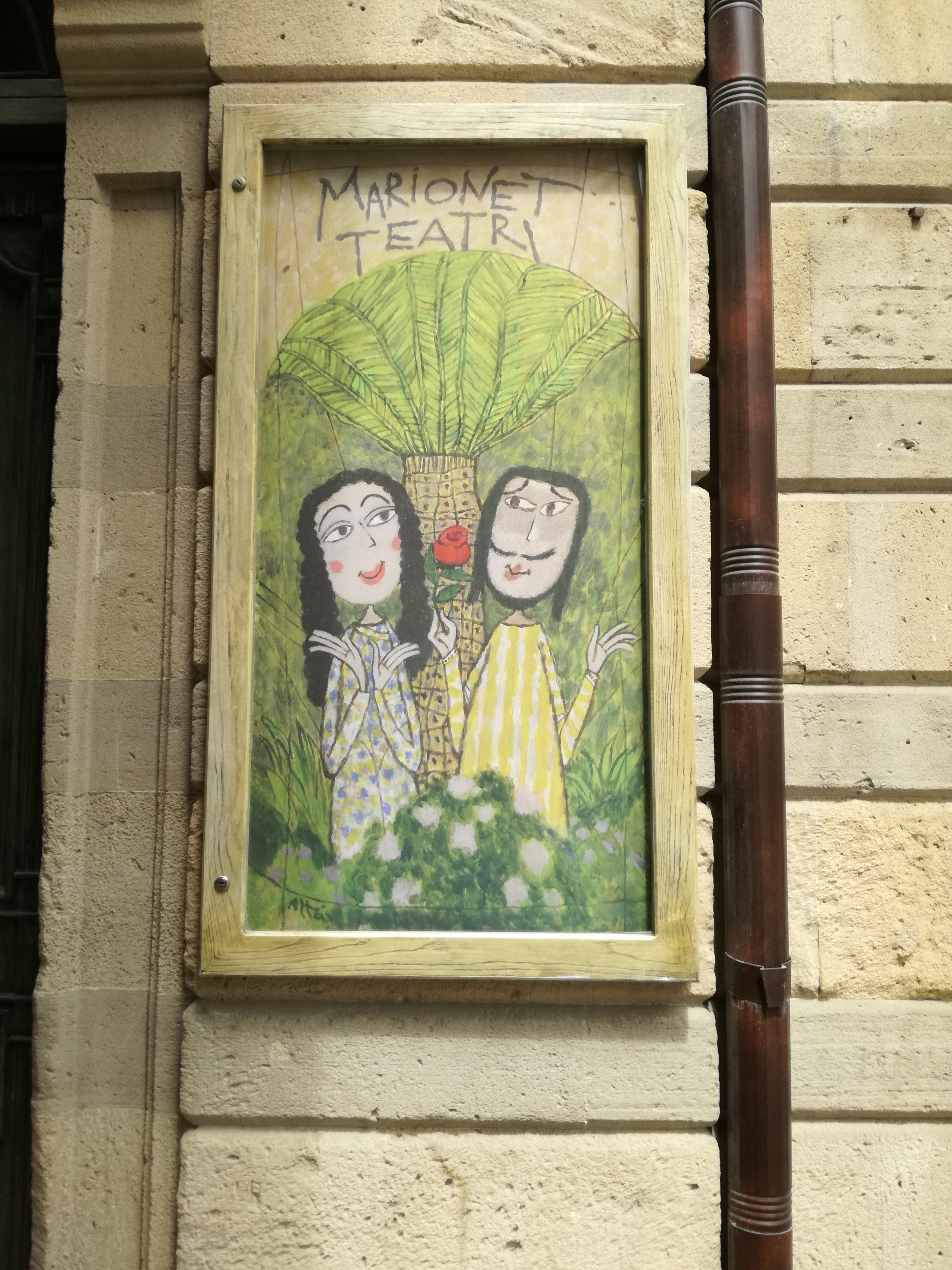

д. 20 — Театр-студия марионеток Buta.
д. 24 — мечеть Хыдыр

## Достопримечательности

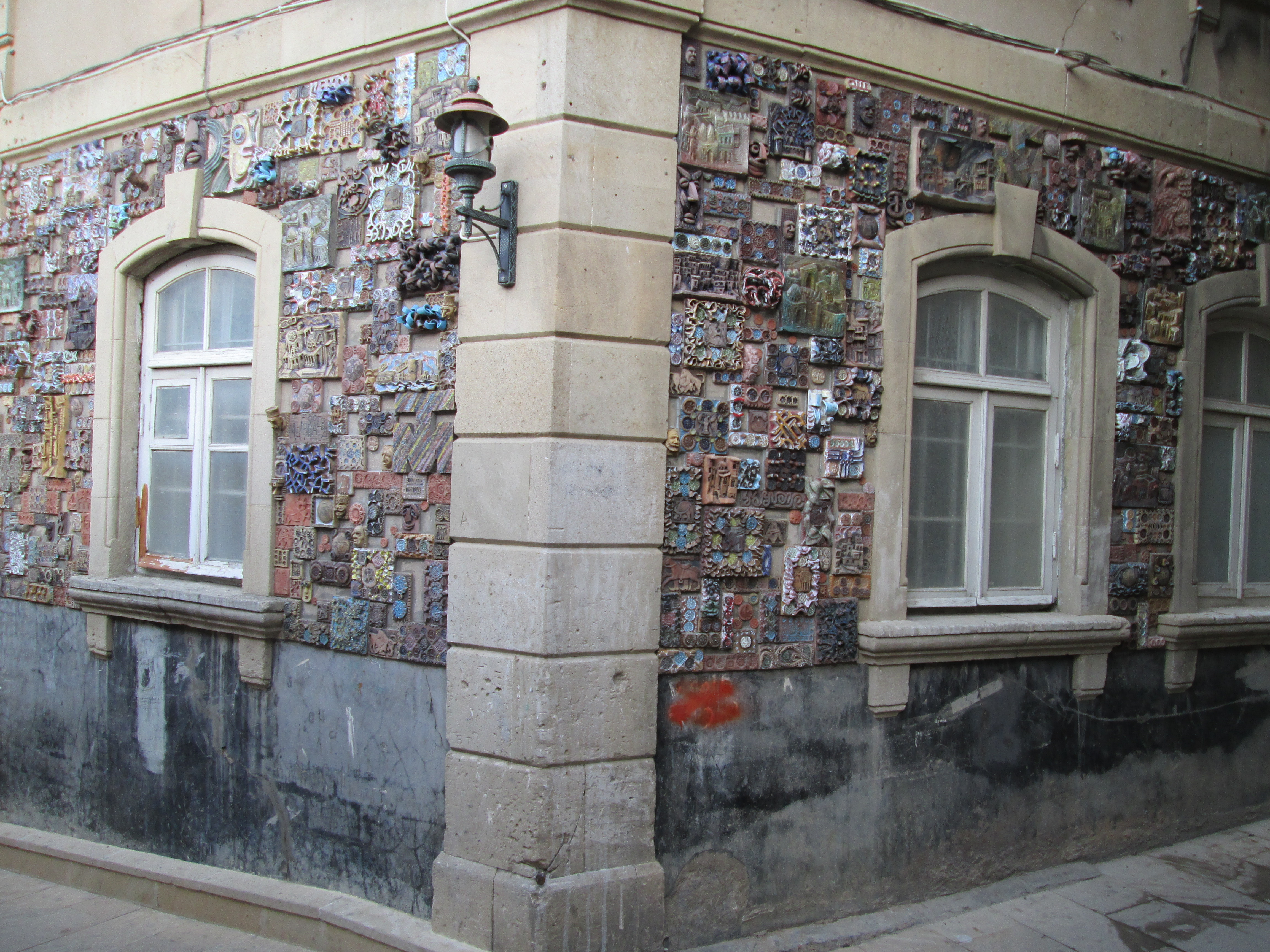
улица Магомаева, 90. Центр керамики М. Мамедова

д. 90 — дом-мастерская художника художника Мир-Теймура Мамедова